# رودي ستيرن
رودي ستيرن (بالإنجليزية: Rudi Stern)‏ هو فنان أمريكي، ولد في 30 نوفمبر 1936 في نيو هيفن في الولايات المتحدة، وتوفي في 15 أغسطس 2006 في بويرتو ريال في إسبانيا.